# Tipula graeca
Tipula graeca är en tvåvingeart. Tipula graeca ingår i släktet Tipula och familjen storharkrankar.

## Underarter
Arten delas in i följande underarter:
- T. g. dufouri
- T. g. graeca